# ليف جاكوبسن
ليف جاكوبسن (بالدنماركية: Leif Jacobsen)‏ هو مجدف دنماركي، ولد في القرن العشرين.

## وصلات خارجية
- ليف جاكوبسن على موقع الاتحاد الدولي للتجديف (الإنجليزية)